# Vallam
Vallam är en ort i Indien.   Den ligger i distriktet Thanjavur och delstaten Tamil Nadu, i den södra delen av landet, 2 000 km söder om huvudstaden New Delhi. Vallam ligger 79 meter över havet och antalet invånare är 14 935.
Terrängen runt Vallam är platt. Runt Vallam är det tätbefolkat, med 459 invånare per kvadratkilometer. Närmaste större samhälle är Thanjavur, 11,3 km nordost om Vallam. Omgivningarna runt Vallam är en mosaik av jordbruksmark och naturlig växtlighet.